# Navahermosa
Navahermosa é um município da Espanha na província de Toledo, comunidade autónoma de Castilla-La Mancha, de área 129,79 km² com população de 4209 habitantes (2006) e densidade populacional de 31,97 hab/km².

## Demografia
| Variação demográfica do município entre 1991 e 2004 | Variação demográfica do município entre 1991 e 2004 | Variação demográfica do município entre 1991 e 2004 | Variação demográfica do município entre 1991 e 2004 |
| --------------------------------------------------- | --------------------------------------------------- | --------------------------------------------------- | --------------------------------------------------- |
| 1991                                                | 1996                                                | 2001                                                | 2004                                                |
| 3742                                                | 3938                                                | 4015                                                | 4152                                                |